# Ruth L. Trufant
Ruth Lucille Trufant (nacida Ruth Lucille Stuart; 1886 - 26 de abril de 1914) fue una actriz y aspirante a cantante de ópera estadounidense. También era conocida por su nombre artístico Maida Athens. Es conocida por una demanda que presentó contra un pretendiente por incumplimiento de promesa al no casarse con ella porque ya estaba casado. Se suicidó por envenenamiento con bicloruro de mercurio poco después de perder la demanda en 1914.

## Primeros años de vida
El padre de Ruth Lucille Trufant fue el juez T. B. Stuart de Denver. En 1902, a los 16 años, asistió a la escuela en Chicago. Se fugó y casó con el empresario William Trufant porque sus padres no aprobaban el matrimonio. El matrimonio solo duró un año y ella se divorció en 1903. A los 17 años se mudó a Nueva York para dedicarse a la actuación, donde conoció a un hotelero llamado Henry G. Williams, que en ese momento tenía más de 50 años. Williams luego comenzó una relación con Trufant.

## Carrera profesional
Cuando Ruth Trufant tenía 17 años, fue suplente de la protagonista, Miss Fischer, en la obra The Tattooed Man. En 1904 apareció en las obras de teatro Babes in Toyland y It Happened in Nordland como parte del elenco secundario.
 En 1912 era profesora de música.

## Caso judicial
Trufant alegó que Williams le había propuesto matrimonio el día de Navidad de 1904, pidiéndole que abandonara su carrera para ser su esposa, a lo que ella obligó. Ella afirmó que Williams continuamente pospuso la boda con varias excusas hasta mayo de 1907, cuando Trufant partió hacia Italia para estudiar canto de ópera. Williams la persiguió hasta París y le rogó que regresara a los Estados Unidos, prometiéndole nuevamente casarse con ella. En 1911, Williams finalmente le dijo que la había estado engañando y que no podía casarse con ella porque ya estaba casado.
En 1912, Trufant demandó a Williams y The Philadelphia Inquirer publicó el titular Singer Asks $50,000 Balm For Her Heart («Cantante pide un bálsamo para su corazón de 50 000 dólares»). El 26 de abril de 1913, la historia fue ampliamente difundida, The Atchison Daily Globe se compadeció de ella con una columna que la llamaba «confianzuda y tímida» y «pequeña inocente».
 El 28 de abril, el titular de The Evansville Journal decía Her Eyes were Worth $50,000 («Sus ojos valían 50 000 dólares»). También imprimieron una foto grande de Trufant y un primer plano de sus ojos con la declaración: «El potente atractivo de los ojos de la señora Ruth Trufant fue tal que cautivaron a Henry G. Williams». En su demanda, afirmó que una de las promesas de Williams era que él le daría $50 000 para su uso una vez que se casaran. El 30 de abril, The Buffalo Enquirer informó que perdió su demanda de $50 000 (equivalente a $1 370 875 en 2021) contra Williams.
Ella apeló su pérdida en la demanda por incumplimiento de promesa contra Williams. A principios de abril de 1914 recibió la noticia de que su apelación había sido denegada.

## Muerte
Trufant sucumbió a los efectos del envenenamiento por bicloruro de mercurio el 26 de abril de 1914. Su muerte fue declarada suicidio. El Pittsburgh Daily Post informó que tomó el veneno una semana después de perder su apelación en la demanda por incumplimiento de promesa contra Williams. Fue admitida en el Hospital de la Cruz Roja (ahora parte de la Escuela de Medicina de la Universidad de Nueva York) y sobrevivió durante una semana.